# Franz Kugler (historiker)
Franz Theodor Kugler, född den 18 januari 1808 i Stettin, död den 18 mars 1858 i Berlin, var en tysk konsthistoriker. Han var far till Bernhard von Kugler.

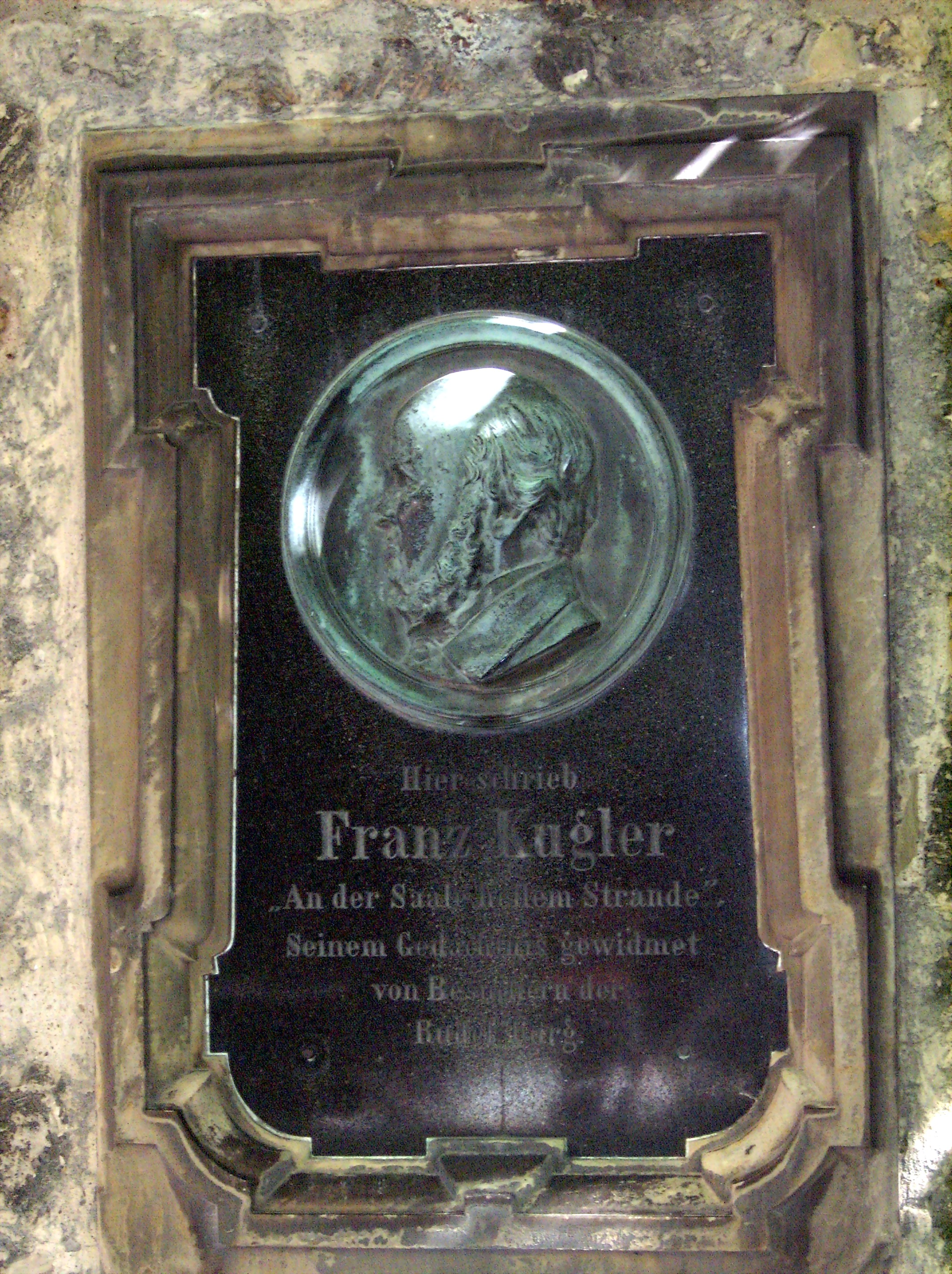
Minnestavla över Franz Kugler.

Kugler genomgick arkitektskolan i Berlin och blev 1833 professor i konsthistoria vid Berlins akademi. Han företog forskningsresor och inkallades 1843, för konstärendens beredning, till kulturministeriet, där han 1849 blev föredragande råd och 1857 överregeringsråd.
Av Kuglers större skrifter kan nämnas Handbuch der Geschichte der Malerei (två band, 1837; tredje upplagan 1867, i tre band), Handbuch der Kunstgeschichte (1841–42; femte upplagan, 1871–1872, utgiven av Wilhelm Lübke), ett klassiskt verk, där för första gången den samfällda konstutvecklingen framställs som en organisk process och ett viktigt led av kulturhistorien, samt Geschichte der Baukunst (band 1–3, 1856–1859), fortsatt 1867 och fortsatt av Jacob Burckhardt (italienska renässansen), Wilhelm Lübke (renässansen i Frankrike och Tyskland) och Cornelius Gurlitt (barocken).
Vidare märks Kuglers Pommersche Kunstgeschichte (1840), Karl Friedrich Schinkel (1842) och Kleine Schriften und Studien zur Kunstgeschichte (1853-54). Hans Geschichte Friedrichs des Großen (1840, illustrerad av Adolph von Menzel; många upplagor) blev en tysk folkbok och översattes till flera språk. På det vittra området utgav Kugler Geschichte (1840) och Belletristische Schriften (åtta band, 1851–1852), innehållande sex band dramer och två band noveller.